# ニュートラル・ミルク・ホテル
ニュートラル・ミルク・ホテル (Neutral Milk Hotel) は、アメリカ合衆国のインディー・ロックバンド。1990年代にギター・ボーカルのジェフ・マンガムを中心に活動していた4人組。1999年に活動を終了したが2013年に再結成を果たす。

## 来歴

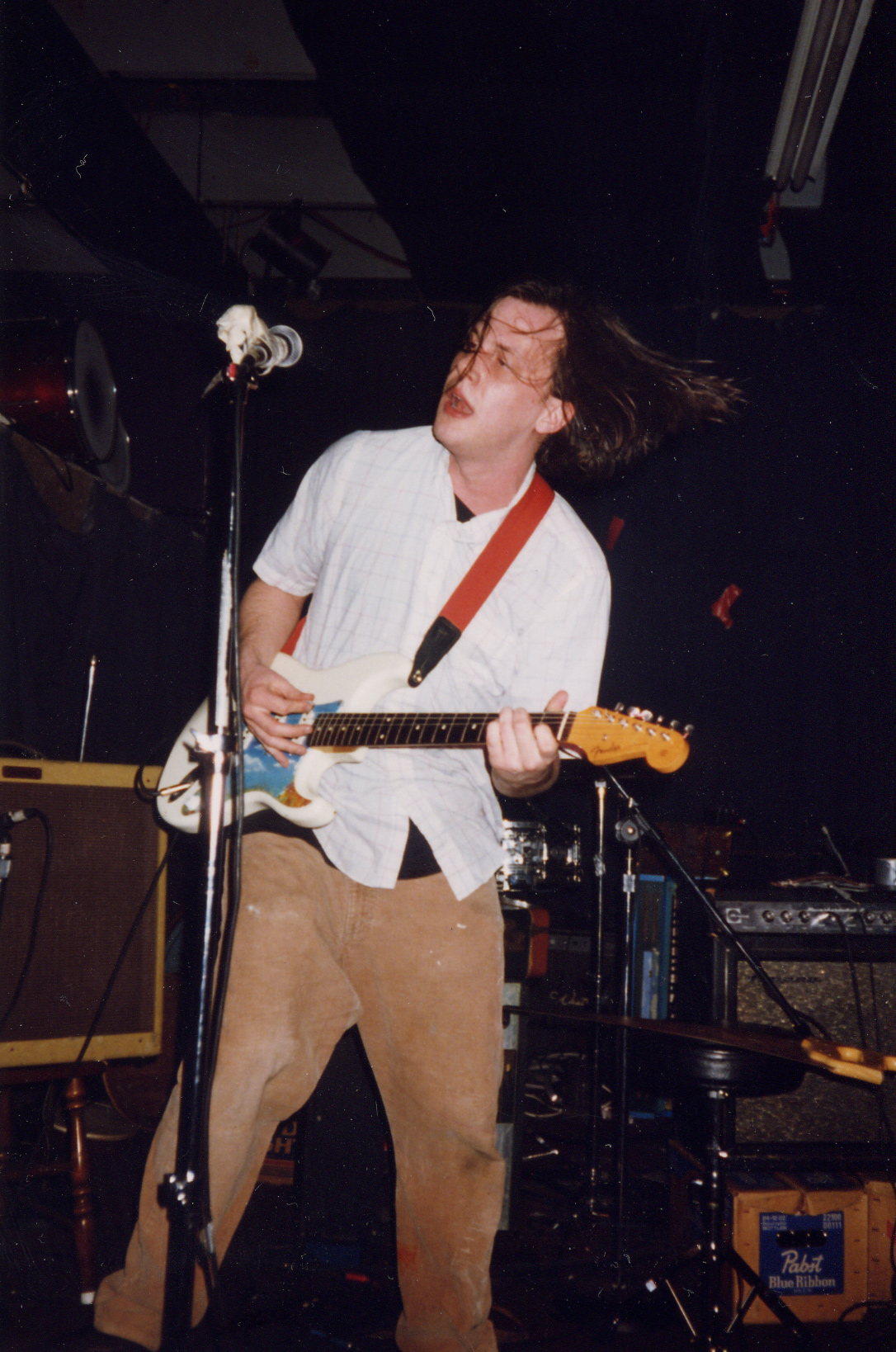
ライブで演奏するジェフ・マンガム（1997年）

1980年代後半、オリヴィア・トレマー・コントロール(The Olivia Tremor Control)などで活動していたジェフ・マンガム(Jeff Mangum)のレコーディング・プロジェクトとして活動をスタート。いくつかのデモやEPをリリースした後、1996年にアップルズ・イン・ステレオのロバート・シュナイダーのプロデュースの下、1stアルバム『On Avery Island』をリリースする。
1998年、正式なバンドメンバーを迎え2ndアルバム『In the Aeroplane Over the Sea』をMerge Recordsからリリース。後にピッチフォークが90年代ベストアルバムの4位に選ぶなど音楽メディアをはじめ非常に高い評価を受け、90年代の名盤の一つとなった。
1999年、バンドは活動を停止し各メンバーはソロ活動やエレファント6界隈の作品に参加するなど音楽活動を続けた。
2013年4月、再結成しツアーを行うとウェブサイトにて発表した。

## ディスコグラフィ
スタジオ・アルバム
- オン・アヴェリー・アイランド - On Avery Island (1996年)
- イン・ザ・エアロプレーン・オーバー・ザ・ シー - In the Aeroplane Over the Sea (1998年)

EP
- Everything Is (1994年)
- Ferris Wheel on Fire (2011年)